# 小室早弥香
小室 早弥香（こむろ さやか、1983年7月10日 - ）は、日本のフリーアナウンサー。福島県中島村出身。シー・フォルダ所属。

## 略歴・人物
福島県立白河旭高等学校から成城大学文芸学部に進学。成城大学卒業後の2006年にKSB瀬戸内海放送へ入社した。KSBでは高松本社報道制作ユニットに所属し、アナウンス業務と記者業務を兼務していた。また、KSBの地上デジタル放送推進大使も務めていた。
2010年6月末を以ってKSBを退社、シー・フォルダに移籍してフリーアナウンサーとして活動を続けている。2011年4月1日より2014年3月までテレビ埼玉の契約アナウンサーとして活動した。
KSB→テレ玉の後輩には早川茉希と荒木優里がおり、小室と早川とはKSBで2か月のみ在籍時期が重なっている。

## 担当番組
KSB時代
- KSBスーパーJチャンネル（2007年7月16日 - 2007年7月30日） - キャスター・「感動Ball Park めざせ!甲子園」リポーター
- 最強!ドリーム百貨店（2008年4月 - 2010年6月） - 2代目エレベーターガール
- 情報スパーク! KSBひるズ - キャスター代理担当
- にこまるTV - ニュースコーナー（月曜）・リポーター
- KSBニュースView（月曜）
- 朝だ!生です旅サラダ - 生中継リポーター

テレ玉時代
- テレ玉ニュース（月・火曜日→金曜日）
- テレ玉イブニングNEWS（水 - 金曜日→火・水曜日）
- ごごたま - ニュースコーナー（不定期）
- こんにちは県議会です
- NEWS930
- WEEKEND930
- テレ玉くんのうた[1]